# ATP Challenger Biarritz
Das ATP Challenger Biarritz (offiziell: Biarritz Challenger) war ein Tennisturnier, das einmalig 1979 in Biarritz, Frankreich, stattfand. Es gehörte zur ATP Challenger Tour und wurde im Freien auf Sand gespielt.

## Liste der Sieger

### Einzel
| Jahr | Sieger         | Finalgegner     | Ergebnis                |
| ---- | -------------- | --------------- | ----------------------- |
| 1979 | Éric Deblicker | Kjell Johansson | 6:4, 6:4, 2:6, 2:6, 8:6 |

### Doppel
| Jahr | Sieger                 | Finalgegner                 | Ergebnis      |
| ---- | ---------------------- | --------------------------- | ------------- |
| 1979 | Ernie Ewert Victor Eke | Herve Gauvain Jérôme Vanier | 6:1, 6:4, 6:1 |